# Щербатской, Фёдор Ипполитович
Фёдор Ипполи́тович Щербатско́й (Щербатский) (19 сентября 1866, Кельце, Царство Польское — 18 марта 1942, Боровое, Акмолинская область, Казахская ССР) — русский и советский востоковед (буддолог, индолог и тибетолог), академик Российской академии наук (1918). Один из основателей русской школы буддологии. Перевёл и издал ряд памятников санскритской и тибетской литературы. Почётный член научных обществ Великобритании, Германии, Франции.

## Биография
Родился в Польше, где в то время служил его отец, Ипполит Фёдорович Щербатский (Щербацкий). Учился в Царскосельской гимназии, которую закончил в 1884 году. Усадьба Щербатских находилась в деревне Лютка Лужского района Ленинградской области.
В 1889 году окончил историко-филологический факультет Императорского Санкт-Петербургского университета — ученик И. П. Минаева. После защиты диссертации на тему: «О двух рядах гортанных в индоевропейских языках» Щербатский был оставлен при университете для подготовки к профессуре по индологии.
Был командирован за границу, где занимался индийской поэтикой (в Вене у Г. Бюлера) и философией (в Бонне у Г. Якоби).
В 1893 году возвратился в Россию и на некоторое время оставил научную деятельность — был земским гласным и уездным предводителем дворянства.
В октябре 1899 года участвовал в работе XII международного конгресса ориенталистов в Риме, на котором было объявлено о находке древних буддийских рукописей в Синьцзяне.
С 1900 года преподавал в должности приват-доцента, в 1909—1930 гг. — в должности профессора, в Петербургском (Петроградском/Ленинградском) университете . В 1905 году командирован в Ургу для переговоров с Далай-ламой XIII Тхубтэном Гьяцо.
В 1910—1911 гг. совершил поездку в Индию, посетив Бомбей, Пуну, Бенарес и Дарджилинг.
С 1918 года — действительный член Российской Академии наук. При открытии Первой буддийской выставки в Петербурге 24 августа 1919 года выступил с лекцией «Философское учение буддизма».
В начале 1920-х годов, по заданию советской дипломатической миссии, работал в Англии с лордом Керзоном. В 1923 году в Лондоне издана первая книга его большой «трилогии» по буддийской философии: «Центральная концепция буддизма и значение термина „Дхарма“».
В 1924 году состоялась научная поездка Щербатского в Бурятию.
В 1928—1930 гг. — директор Института буддийской культуры (ИНБУК).
В 1930—1942 гг. — заведующий Индо-тибетским кабинетом Института востоковедения АН СССР. В 1937 году Щербатской подвергся резкой критике, а многие его ученики были репрессированы во время борьбы с идеализмом в востоковедении.
В 1941 году после начала войны в числе группы учёных эвакуирован в посёлок Боровое в Северном Казахстане, где умер 18 марта 1942 года.

## Общественная деятельность
- Почётный член французского Азиатского общества («Société Asiatique»), 1822
- Почётный член Королевского Азиатского общества («The Royal Asiatic Society»), 1823.

## Научная деятельность
Труды по буддийской логике и философии. Опубликовал и ввёл в научный оборот значительное число письменных памятников на санскрите и тибетском языке. Вместе с С. Ф. Ольденбургом основал в 1897 году международный научно-издательский проект «Bibliotheca Buddhica».
Как отмечает С. Д. Серебряный: "Ф.И. Щербатской как исследователь буддизма был в своём «социалистическом отечестве», по сути дела, «внутренним эмигрантом»: как известно, наиболее зрелые его работы (и три знаменитые монографии, и ряд статей) были написаны на языках Западной Европы (а статьи в основном и опубликованы за пределами России)".

### Труды
Ф. И. Щербатской — автор свыше 60 работ, в том числе 6 монографий:
- Щербатской Ф. И. Центральная концепция буддизма и значение термина «дхарма» / пер. с англ. Б. В. Семичова. // Ф. И. Щербатской. Избранные труды по буддизму. — М.: Наука, 1988. — С. 112—198.
- Щербатской Ф. И. Концепция буддийской нирваны / пер. с англ. Б. В. Семичова и А. Н. Зелинского. // Ф. И. Щербатской. Избранные труды по буддизму. — М.: Наука, 1988. — С. 199—262.
- Щербатской Ф. И. Буддийская логика. Т. 1-2. / пер. В. И. Рудого. // Ф. И. Щербатской. Избранные труды по буддизму. — М.: Наука, 1988. — С. 54—111.
- Теория познания и логика по учению позднейших буддистов.
  - Часть I. «Учебник логики» Дхармакирти с толкованием Дхармоттары. — СПб.: Типо-лит. «Герольд», 1903.
  - Часть II. Источники и пределы познания. — СПб.: Типо-лит. «Герольд», 1909.
- Список всех работ Ф. И. Щербатского.
- Работы Ф. И. Щербатского .